# Lipník nad Bečvou I-Město
Lipník nad Bečvou I-Město je část města Lipník nad Bečvou v okrese Přerov. V roce 2011 měla 6906 obyvatel a nacházelo se v ní 1219 domů.